# Aeropuerto de San Javier (Bolivia)
Aeropuerto de San Javier (IATA: SJV, OACI: SLJV) es un aeropuerto que da servicio a San Javier en el Departamento de Santa Cruz de Bolivia . La pista está a 3 kilómetros (1,9 millas) al este de la ciudad.